# Zora Neale Hurston
Zora Neale Hurston (Notasulga, 1891. január 7. –‎ Fort Pierce, 1960. január 28.) amerikai író, antropológus és filmrendező. Az 1900-as évek eleji déli-amerikai faji küzdelmeket ábrázolta, és kutatásokat publikált a hoodoo-ról. Négy regénye közül a legnépszerűbb az 1937-ben megjelent Their Eyes Were Watching God. Több mint 50 novellát, színdarabot és esszét írt.
Hurston az alabamai Notasulgában született, és családjával a floridai Eatonville-be költözött 1894-ben. Később Eatonville-t használta számos történetének színhelyéül. Pályafutása elején Hurston antropológiai és etnográfiai kutatásokat végzett, miközben a Barnard College és a Columbia Egyetem hallgatója volt. Érdekelte az afro-amerikai és karibi folklór és hogy ezek hogyan járultak hozzá a közösség identitásához.
Szépirodalmat is írt a fekete közösség kortárs problémáiról, és a harlemi reneszánsz központi alakjává vált. Az afro-amerikai tapasztalatokból és faji megkülönböztetésből merített rövid szatíráit olyan antológiákban tették közzé, mint a The New Negro és a Fire!! Miután visszaköltözött Floridába, Hurston megírta és kiadta az Észak-Floridai afroamerikai folklórról szóló irodalmi antológiáját, Mules and Men (Öszvérek és férfiak) (1935), és első három regénye: Jonah's Gourd Vine (1934); Their Eyes Were Watching God (1937); és Moses, Man of the Mountain (1939). Ugyanebben az időben jelent meg a Tell My Horse: Voodoo and Life in Haiti and Jamaica (1938), amely a jamaicai és haiti rituálékkal kapcsolatos kutatásait dokumentálja.
Hurston művei egyaránt érintették az afro-amerikai tapasztalatokat és afroamerikai nők küzdelmeit. Regényeit évtizedekig viszonylag ismeretlenül hagyta az irodalmi világ. 1975-ben, tizenöt évvel Hurston halála után újjáéledt a munkái iránti érdeklődés, miután Alice Walker írónő közzétett egy cikket "Zora Neale Hurston nyomában" (később "Looking for Zora" címmel) címmel a Ms. magazin márciusi számában. Aztán 2001-ben megjelent Hurston Every Tongue Got to Confess című kézirata, az 1920-as években összegyűjtött népmesegyűjtemény, miután felfedezték a Smithsonian archívumban. Barracoon: The Story of the Last "Black Cargo" című ismeretterjesztő könyve 2018-ban jelent meg Cudjoe Lewis (Kossola) életéről.

## Életrajza

### Fiatalkora és iskolái
Hurston volt az ötödik John Hurston és Lucy Ann Hurston (született Potts) nyolc gyermeke közül. Mind a négy nagyszülője rabszolgaságba született. Édesapja baptista prédikátor és mezőgazdasági munkás volt, később asztalos lett, anyja pedig iskolai tanár volt. Az alabamai Notasulgában született 1891. január 7-én, ahol apja felnőtt, apai nagyapja pedig egy baptista gyülekezet prédikátora volt.: 14–17, 439–440: 8
Amikor három éves volt, családja a floridai Eatonville-be költözött. 1887-ben ez volt az egyik első teljesen fekete város az Egyesült Államokban. Hurston elmondta, hogy Eatonville "otthona" volt neki, mivel olyan fiatal volt, amikor odaköltözött. Néha szülőhelyének állította.: 25 Néhány évvel később apját 1897-ben a város polgármesterévé választották. 1902-ben elhívták a legnagyobb templom, a Macedonia Missionary Baptist lelkészének.
Felnőttként gyakran használta történetei helyszínéül Eatonville-t – ez volt az a hely, ahol az afroamerikaiak úgy élhettek, ahogy akartak, függetlenül a fehér társadalomtól. 1901-ben néhány északi iskolai tanár Eatonville-ben járt, és több olyan könyvet adtak át Hurstonnak, amelyek megnyitották az irodalom felé. Később ezt a személyes irodalmi ébredést egyfajta „születésként” jellemezte.: 3–4 Hurston gyermekkorának hátralévő részét Eatonville-ben élte le, és az ottani felnőtté válás élményét 1928-as „How It Feels To Be Colored Me” (Milyen érzés engem kiszínezni) című esszéjében írta le. Eatonville most évente megrendezi a "Zora! Fesztivált" a tiszteletére.
Hurston édesanyja 1904-ben meghalt, apja pedig 1905-ben feleségül vette Mattie Moge-ot. Ezt botrányosnak tartották, mivel a pletykák szerint szexuális kapcsolata volt vele az első felesége halála előtt.: 52 Hurston apja és mostohaanyja egy baptista bentlakásos iskolába küldte a floridai Jacksonville-be. Végül abbahagyták a tandíj fizetését, és elbocsátották.

### Munkája és tanulmányai
1916-ban Hurstont szobalányként alkalmazta a Gilbert & Sullivan színházi társulat énekese.
1917-ben folytatta formális tanulmányait, és a Morgan College-ba járt, amely a Morgan State University középiskolai részlege, egy történelmileg fekete főiskola Baltimore-ban, Marylandben. Abban az időben, nyilvánvalóan azért, hogy ingyenes középiskolai oktatásra legyen jogosult, a 26 éves Hurston 1901-et kezdte mondani születési évének. 1918-ban végzett a Morgan State University középiskolájában.

### Főiskola és kicsit utána
Főiskolás korában megismerkedett azzal, hogy Eatonville-től távol, antropológiai szemüvegen keresztül nézze az életet. Egyik fő célja az etnikumok közötti hasonlóságok bizonyítása volt. 1918-ban Hurston megkezdte tanulmányait a Howard Egyetemen, egy történelmileg fekete kollégiumban Washington DC-ben. Ő volt az egyik legkorábbi beavatottja a fekete nők által alapított Zeta Phi Beta szövetségnek, és társalapítója volt a The Hilltopnak, az egyetem diákújságának. Spanyol, angol, görög és retorikai beszédtanfolyamokon vett részt, majd 1920-ban szerzett egyetemi diplomát.: 4 1921-ben írt egy novellát, "John Redding Goes to Sea", amely arra képesítette, hogy tagja legyen Alain Locke irodalmi klubjának, a The Stylusnak.
Hurston 1924-ben elhagyta a Howardot, és 1925-ben Annie Nathan Meyer, a Barnard megbízottja ösztöndíjat ajánlott fel neki a Barnard College of Columbia University női főiskolájára, ahol ő volt az egyetlen fekete diák.: 210 Amíg a Barnardban volt, etnográfiai kutatást végzett Franz Boas neves antropológussal, a Columbia Egyetemről, majd később végzős hallgatóként tanult nála. Ruth Benedicttel és Margaret Mead antropológus diáktársával is dolgozott. Hurston megkapta a B.A. fokozatot antropológiából 1928-ban, 37 évesen.
Találkozott Charlotte Osgood Masonnal, egy filantróp és irodalompártolóval, aki érdeklődni kezdett munkája és karrierje iránt. Támogatott más afroamerikai szerzőket, például Langston Hughest és Alain Locke-ot, akik Hurstont ajánlották neki; azonban megpróbálta irányítani a munkájukat. Mason 1927 és 1932 között támogatta Hurston déli utazását kutatás céljából,: 157 havi 200 dolláros ösztöndíjjal. Cserébe azt akarta, hogy Hurston átadja neki az összes anyagot, amit a néger zenéről, folklórról, irodalomról, hoodoo-ról és a kultúra más formáiról gyűjtött. Ugyanakkor Hurstonnak meg kellett próbálnia kielégíteni Boast, mint tudományos tanácsadóját. Boas kulturális relativista volt, és meg akarta dönteni a kultúrákat értékhierarchiába soroló elképzeléseket.
Miután elvégezte a Barnardot, Hurston két évig antropológia szakos hallgatóként tanult a Columbia Egyetemen, és ezalatt az időszak alatt Boasszal dolgozott tovább. Az 1920-as években Harlemben élt Hurston több más író mellett összebarátkozott Langston Hughes és Countee Cullen költőkkel is. A lakása egyes beszámolók szerint a társasági összejövetelek kedvelt helyszíne volt. Ez idő tájt Hurstonnak volt néhány korai irodalmi sikere is, köztük a National Urban League által kiírt Opportunity: A Journal of Negro Life című novella- és drámaíró versenyeken.

### Házasságok
1927-ben Hurston feleségül ment Herbert Sheen jazz-zenészhez, aki a Howard egykori tanára, később orvos lett. Házasságuk 1931-ben ért véget. 1935-ben Hurston kapcsolatba került Percy Punterrel, a Columbia Egyetem végzős hallgatójával. Ő ihlette a Tea Cake karakterét a Their Eyes Were Watching God-ban.
1939-ben, miközben Hurston a WPA-nál dolgozott Floridában, feleségül ment Albert Price-hoz. A házasság néhány hónap múlva véget ért,: 211 , de csak 1943-ban váltak el. A következő évben Hurston a clevelandi James Howell Pitts felesége lett. Ez a házasság is kevesebb mint egy évig tartott.: 27: 373
Hurston kétszer élt egy nyaralóban a floridai Eau Gallie-ban: 1929-ben, majd 1951-ben.

### Mecenatúra és támogatás
Amikor az alapítványi támogatások a nagy gazdasági világválság idején véget értek, Hurston és barátja, Langston Hughes egyaránt Charlotte Osgood Mason filantróp, egy fehér irodalompártoló védnökségére támaszkodtak. Az 1930-as években Hurston a New Jersey állambeli Westfield lakója volt, New York egyik külvárosában, ahol barátja, Hughes a szomszédai között volt.

### Akadémiai intézmények
1934-ben Hurston megalapította a "tiszta néger kifejezésen alapuló" drámaművészeti iskolát a Bethune-Cookman Egyetemen (akkoriban Bethune-Cookman College), egy történelmileg fekete főiskola a floridai Daytona Beach-en. 1956-ban Hurston megkapta a Bethune-Cookman College Award for Education and Human Relations díját teljesítménye elismeréseként. A Bethune-Cookman College angol tanszéke továbbra is elkötelezett a kulturális hagyaték megőrzése mellett.
Későbbi életében, amellett, hogy folytatta irodalmi pályafutását, Hurston a North Carolina College for Negroes (ma North Carolina Central University) karán dolgozott Durhamban.

### Antropológiai és folklór terepmunka
Hurston sokat utazott a Karib-térségben és Amerika déli részén, és elmerült a helyi kulturális gyakorlatokban, hogy antropológiai kutatásait végezze. A déli munkája alapján, amelyet 1928 és 1932 között Charlotte Osgood Mason, egy gazdag emberbarát szponzorált, Hurston 1935-ben megírta a Mules and Men című művét.: 157 Észak-Floridában található fatáborokban kutatott, és kommentálta a fehér gyakorlatát. A hatalmon lévő férfiak ágyasnak veszik a fekete nőket, beleértve a gyermekvállalást is. Ezt a gyakorlatot később "paramour jogoknak" (szexuális rabszolgaság, szexuális kizsákmányolás) nevezték, a férfiak faji szegregáció alatti hatalmán alapulva, és a rabszolgaság idején gyakorolt szokásokhoz kapcsolódnak. A könyvben sok folklór is található. Hurston ebből az anyagból merített a regényeihez, például a Jonah's Gourd Vine (1934) kidolgozott fiktív feldolgozásában is.: 246–247
1935-ben Hurston Georgiába és Floridába utazott Alan Lomaxszal és Mary Elizabeth Barnicle-lal, hogy az afroamerikai dalhagyományokat, valamint a rabszolga- és afrikai előzményzenével való kapcsolatukat kutassa. Feladata volt a földrajzi területek kiválasztása és a kutatási alanyokkal való kapcsolatfelvétel.

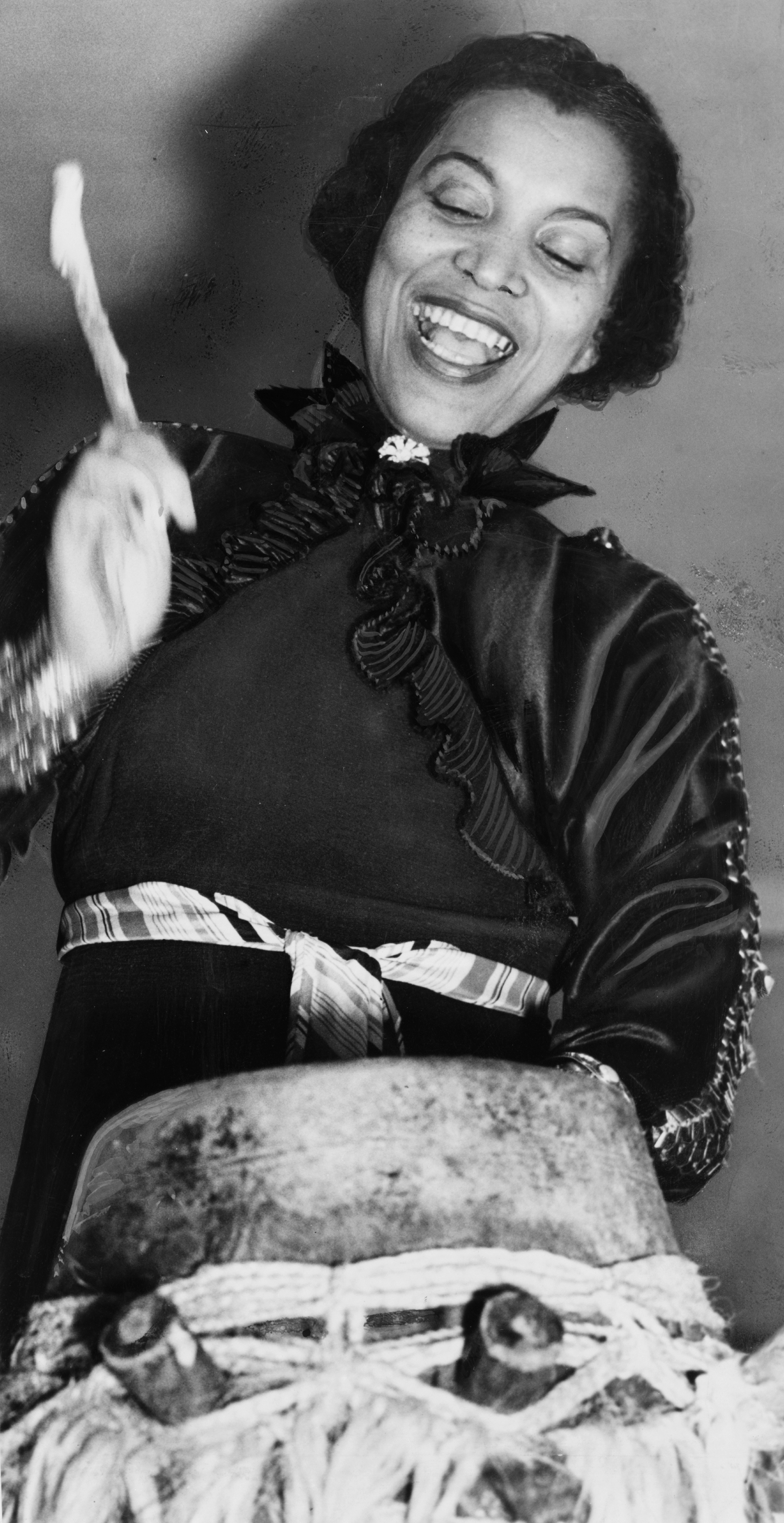
Hurston hountaron vagy mamadobon játszik, 1937

1936-ban és 1937-ben Hurston Jamaicára és Haitire utazott kutatás céljából, a Guggenheim Alapítvány támogatásával. Ebből a kutatásból merített a Tell My Horse (1938) című műfajt meghazudtoló könyvhöz, amelyben az antropológia, a folklór és a személyes narratíva keveredik.
1938-ban és 1939-ben Hurston a Works Progress Administration részét képező Federal Writer's Projectnek dolgozott. Írói és folklorista tapasztalatai miatt bérelték fel, és információkat gyűjtött Florida történelmi és kulturális gyűjteményéhez.
1947 májusától 1948 februárjáig Hurston Hondurasban élt, Puerto Cortés északi tengerparti városában. Volt némi reménye, hogy maja romokat vagy egy fel nem fedezett civilizáció maradványait találja meg.: 375–87 Puerto Cortésben írta a Floridában játszódó Seraph on the Suwanee nagy részét. Hurston érdeklődését fejezte ki a régió lakosságának polietnikus jellege iránt (sokan, mint például a Miskito Zambu és a Garifuna, részben afrikai származásúak voltak, és kreol kultúrákat fejlesztettek ki).

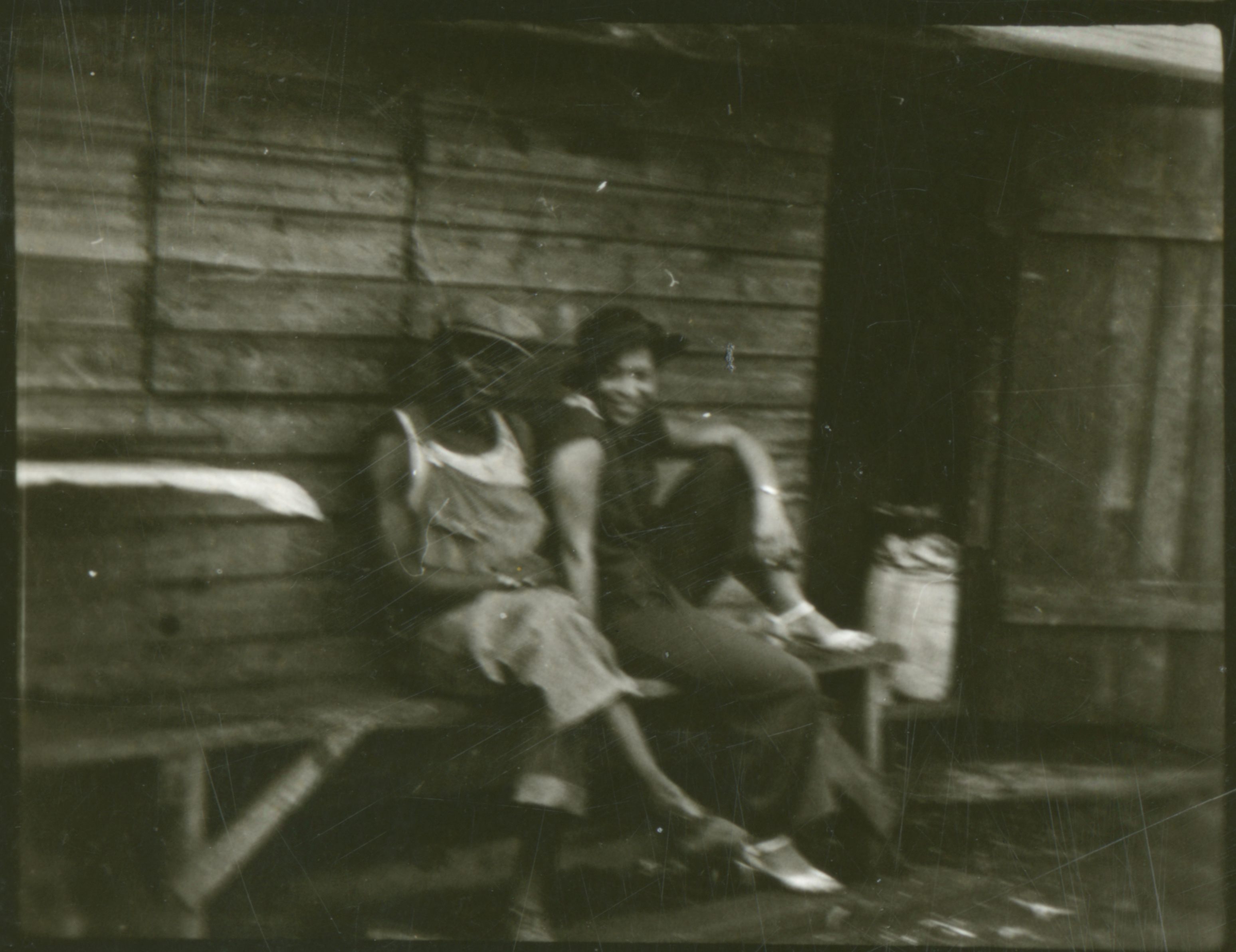
Hurston Floridában egy antropológiai kutatóúton, 1935

Utolsó évtizedében Hurston szabadúszó íróként dolgozott magazinoknál és újságoknál. 1952 őszén Sam Nunn, a Pittsburgh Courier szerkesztője felvette vele a kapcsolatot, hogy Floridába menjen, hogy tudósítson Ruby McCollum gyilkossági peréről. McCollumot a fehér Dr. C. Leroy Adams meggyilkolásával vádolták, aki szintén politikus volt. McCollum azt mondta, hogy kényszerítette őt, hogy szexeljen vele és szülje meg a gyermekét. Hurston felidézte, mit látott a fehér férfiak szexuális dominanciájáról az észak-floridai fatáborokban, és megbeszélte ezt Nunn-nal. Mindketten úgy gondolták, hogy az ügy az ilyen „paramour rights”-ról (szexuális kizsákmányolás) szólhat, és „nemzeti közönség elé akarták tárni”.
Amikor elérte Live Oak-ot, Hurstont nemcsak az lepte meg, hogy a perben a tárgyalás bírója a védelemre helyezte a hangsúlyt, de nem tudta rávenni a város lakóit, hogy beszéljenek az ügyről; feketék és fehérek is hallgattak. Úgy vélte, ez összefügghetett Dr. Adams állítólagos részvételével Ruby férjének, Sam McCollumnak a szerencsejáték-akciójában. Cikkeit az újság közölte a tárgyalás alatt. Ruby McCollumot a kizárólag férfiakból álló, csupa fehér esküdtszék elítélte, és halálra ítélte. Hurstonnak különleges megbízatása volt, hogy 1953-ban három hónapon át írjon egy sorozatos beszámolót, Ruby McCollum élettörténetét. Az ő része hirtelen véget ért, amikor ő és Nunn nem értettek egyet a fizetését illetően, és ő elment.
Mivel nem tudott önállóan fizetni a fellebbezésért és a második tárgyalásért, Hurston felvette a kapcsolatot William Bradford Huie újságíróval, akivel a The American Mercury-nál dolgozott, hogy megpróbálja felkelteni érdeklődését az ügyben. A fellebbezés és a második tárgyalás, valamint egy háttérvizsgálat anyagát is kidolgozta. Hurston megosztotta vele az első tárgyalás anyagát, de a Ruby McCollum: Woman in the Suwannee Jail (1956) című könyvében csak röviden ismerte el, amely bestseller lett. Hurston ezt ünnepelte:
"McCollum saját védelmében tett vallomása volt az első alkalom, amikor egy afro-amerikai származású nőnek engedélyezte, hogy egy fehér férfi vallomást tegyen gyermeke apaságáról. Hurston szilárdan hitte, hogy Ruby McCollum vallomása a szegregációs délen élő „paramour jogok” halálos áldozatainak számát hangoztatta."
Többek között Hurston később a Pan American World Airways Műszaki Könyvtárban dolgozott a Patrick légibázison 1956-ben. 1957-ben elbocsátották, mert "túl jól képzett" a munkájához.
A floridai Fort Pierce-be költözött. Olyan állásokat keresett, ahol talált, alkalmanként helyettesítő tanárként dolgozott. 60 évesen Hurstonnak meg kellett küzdenie, hogy "megéljen" állami segítséggel. Egy időben szobalányként dolgozott a Miami Beach-i Rivo Alto-szigeten.

### Halála
A pénzügyi és egészségügyi nehézségek időszakában Hurston kénytelen volt belépni a St. Lucie Megyei Jóléti Otthonba, ahol agyvérzést kapott. 1960. január 28-án halt meg hipertóniás szívbetegségben, és a floridai Fort Pierce-ben, a Garden of Heavenly Restben temették el. A maradványai 1973-ig egy jelöletlen sírban voltak. Alice Walker regényíró és egy másik hurston-kutató, Charlotte D. Hunt találtak egy jelöletlen sírt azon az általános területen, ahol Hurstont eltemették; úgy döntöttek, hogy az övéként jelölik meg. Walker megrendelt egy szürke jelölőt, amelyen a következő felirat szerepel: „ZORA NEALE HURSTON / A GENIUS OF THE SOUTH / NOVELIST FOLKLORIST / ANTHROPOLOGIST / 1901–1960.” A „Dél zsenije” sor Jean Toomer Georgia Dusk című verséből származik, amely Cane című könyvében jelenik meg. Hurston 1891-ben született, nem 1901-ben.
Hurston halála után egy házmester, akinek azt mondták, hogy takarítsa ki a házat, elégette Hurston papírjait és holmiját. Egy ügyvéd és barát, Patrick DuVal, aki elhaladt a ház mellett, ahol élt, megállt és eloltotta a tüzet, így egy felbecsülhetetlen értékű irodalmi dokumentumgyűjteményt mentett meg az utókor számára. Két éven át a fedett verandán tárolta őket, amíg ő és Hurston barátainak egy csoportja nem talált egy archívumot az anyag átvételéhez. Ennek a gyűjteménynek a magját 1961-ben Mrs. Marjorie Silver, Hurston barátja és szomszédja adta át a Floridai Egyetem könyvtárainak. A gyűjteményben található Seraph on the Suwanee kézirata és fényképe, valamint Nagy Heródes kiadatlan életrajza. Szerencsére néhány kéziratát a Yale Egyetem James Weldon Johnson Gyűjteményének adományozta. Más anyagokat 1970-ben és 1971-ben Frances Grover, E. O. Grover lánya, a Rollins College professzora és Hurston régi barátja adományozott. 1979-ben a jacksonville-i Stetson Kennedy, aki ismerte Hurstont a Federal Writers Project-ben végzett munkája révén, további dokumentumokat adott hozzá (Zora Neale Hurston Papers, University of Florida Smathers Libraries, 2008. augusztus).

## Irodalmi karrier
1920-as évek: Amikor Hurston 1925-ben New Yorkba érkezett, a harlemi reneszánsz a tetőfokára lépett, és hamarosan az egyik író lett a középpontjában. Nem sokkal azelőtt, hogy belépett volna Barnardba, Hurston "Spunk" című novelláját beválogatták a The New Negro-ba, amely egy mérföldkőnek számító szépirodalom, költészet és esszék antológiája, amely az afrikai és afroamerikai művészetre és irodalomra összpontosít. 1926-ban fiatal fekete írók egy csoportja, köztük Hurston, Langston Hughes és Wallace Thurman, akik magukat Niggeratinak nevezték, kiállítottak egy irodalmi folyóiratot (Fire!!), amely a harlemi reneszánsz sok fiatal művészét és íróját szerepeltette.
1927-ben Hurston a Mély Délre utazott, hogy afro-amerikai népmeséket gyűjtsön. Interjút készített Cudjoe Kazzola Lewis-szal is, az alabamai Africatown-ból, aki az utolsó ismert túlélője volt a rabszolgasorba vetett afrikaiaknak, akiket egy 1860-ban az Egyesült Államokba érkezett illegális rabszolgahajó, a Clotilda fedélzetére vittek, és így az utolsó ismert személy, akit az Egyesült Államokba szállítottak a transzatlanti rabszolga-kereskedelem során. A következő évben megjelentette a "Cudjoe saját története az utolsó afrikai rabszolgáról" című cikket (1928). Életrajzírója, Robert E. Hemenway szerint ez a darab nagyrészt Emma Langdon Roche, egy alabamai írónő munkáját plagizálta, aki Lewisról írt egy 1914-es könyvében. Hurston új információkkal szolgált a Lewis szülőfalujában, Bantèban folyó mindennapi életről.
Hurston több száz népmesegyűjteményt szándékozott kiadni déli tereptanulmányaiból. Azt akarta, hogy a lehető legközelebb álljanak az eredetihez, de igyekezett egyensúlyt teremteni tudományos tanácsadója, Franz Boas és pártfogója, Charlotte Osgood Mason elvárásai között. Ez a kézirat akkor még nem jelent meg. Később egy másolatot találtak a Smithsonian archívumban William Duncan Strong antropológus, Boas barátja papírjai között. Hurston Negro Folk-tales from the Gulf States néger népmeséi az Öböl-menti államokból posztumusz jelent meg 2001-ben, Every Tongue Got to Confess címmel.
1928-ban Hurston további erőforrásokkal tért vissza Alabamába; több interjút készített Lewisszal, fényképeket készített róla és a közösség többi tagjáról, és rögzítette az egyetlen ismert filmfelvételt róla – egy afrikairól, akit rabszolga-kereskedelem révén az Egyesült Államokba szállítottak. Ennek az anyagnak az alapján írt egy kéziratot, Barracoon: The Story of the Last "Black Cargo" címmel, amelyet 1931-ben fejeztek be. Hemenway úgy írta le, mint "nagyon drámai, szemifikacionalizált narratívát, amelyet népszerű olvasmánynak szántak". A 20. század vége óta „ajánlószövegnek” is nevezik, inkább más antropológiai tanulmányok stílusában.
Az interjúk ezen köre után Hurston irodalompártolója, Charlotte Osgood Mason filantróp tudomást szerzett Lewisról, és pénzt kezdett küldeni neki a támogatásáért. Lewis-szal helyi és országos kiadványok újságírói is interjút készítettek. Hurston kézirata, a Barracoon végül posztumusz, 2018. május 8-án jelent meg. "Barracoon" vagy spanyolul barracks az, ahol az elfogott afrikaiakat ideiglenesen bebörtönözték, mielőtt külföldre szállították volna őket.
1929-ben Hurston a floridai Eau Gallie-ba költözött, ahol megírta a Mules and Men-t. 1935-ben jelent meg.

### 1930-as évek
Az 1930-as évek közepére Hurston számos novellát publikált, valamint a kritikusok által elismert Mules and Men (1935) című művét, amely az "irodalmi antropológia" úttörő munkája, amely az észak-floridai fatáborokból származó afroamerikai folklórt dokumentálja. 1930-ban együttműködött Langston Hughes-szal a Mule Bone: A Comedy of Negro Life című darabban, amelyet soha nem vittek színre. Együttműködésük miatt barátságuk szétesett. A darabot először 1991-ben állították színpadra.
Hurston antropológiai munkáját az előadóművészethez adaptálta. Népi revüje, a The Great Day autentikus afrikai dalokat és táncokat tartalmazott, és 1932 januárjában a New York-i John Golden Theatre-ben mutatták be. A pozitív visszajelzések ellenére csak egy előadása volt. A Broadway-i debütálása miatt Hurston 600 dollár értékű adósságban maradt. Egyetlen producer sem akart előrelépni a műsor teljes lefutásával.
Az 1930-as években Zora Neale Hurston két másik zenei revüt készített, a From Sun to Sunt, amely a The Great Day átdolgozott adaptációja volt, és a Singing Steelt. Hurston erős meggyőződése volt, hogy a folklórt dramatizálni kell.
Első három regénye az 1930-as években jelent meg: Jonah's Gourd Vine (1934); a The Eyes Were Watching God (1937) a Haitin végzett terepmunka során íródott, és mesterművének tekinti; és a Moses, Man of the Mountain (1939).
1937-ben Hurston Guggenheim-ösztöndíjat kapott, hogy Jamaicán és Haitin végezzen néprajzi kutatásokat. A Tell My Horse (1938) dokumentálja a terepmunkáját a jamaicai spirituális és kulturális rituálék és a haiti vodou tanulmányozása során.

### 1940-es és 1950-es évek

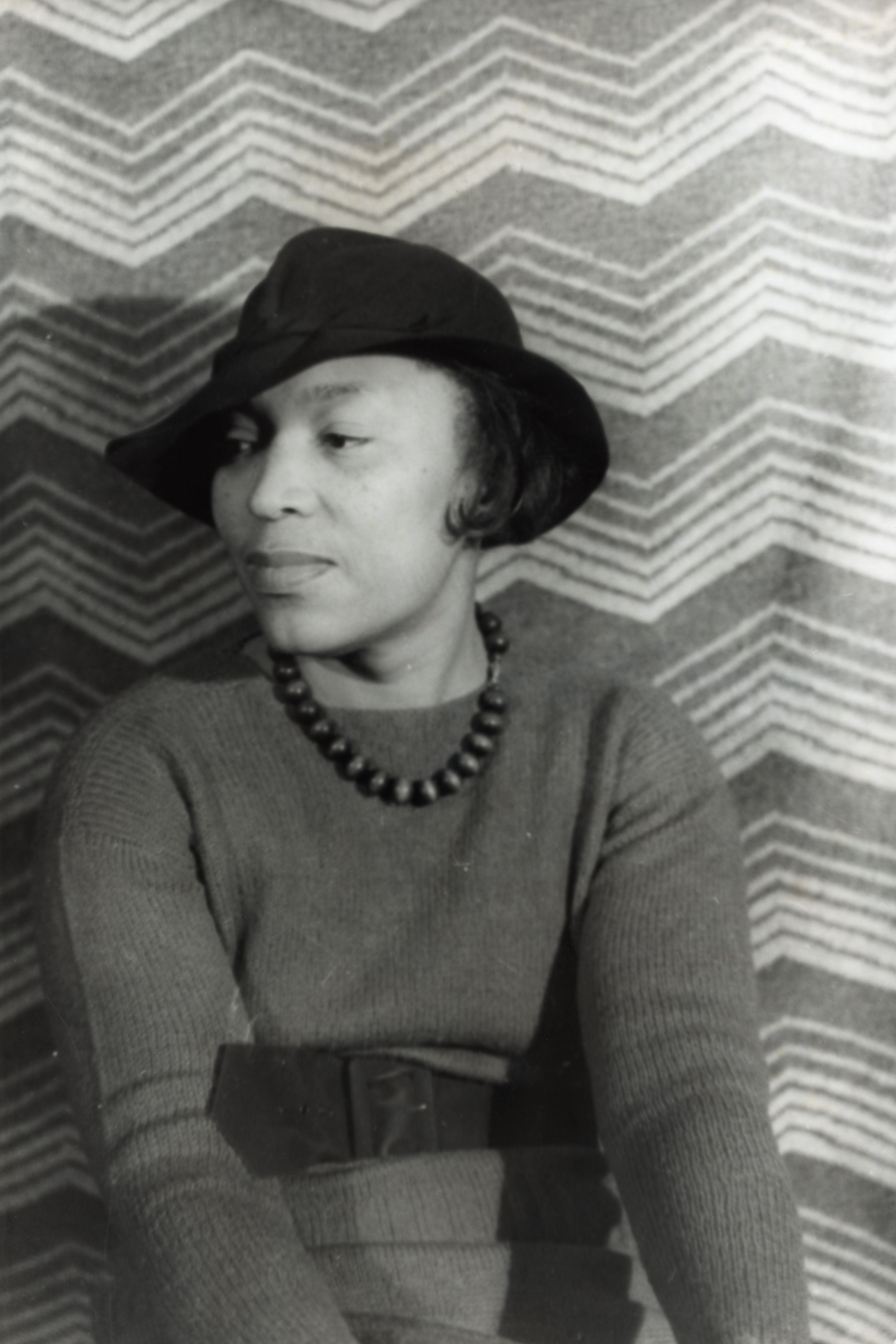
Neale Hurston 1938-ban, fényképezte Carl Van Vechten

Az 1940-es években Hurston munkája olyan folyóiratokban jelent meg, mint a The American Mercury és a The Saturday Evening Post. Utolsó regénye, a Seraph on the Suwanee, amely főként a fehér karakterekre összpontosított, 1948-ban jelent meg. A "fehér szemét" nők képeit dolgozza fel. Jackson (2000) azt állítja, hogy Hurston meditációja az abjektációról, a pazarlásról, valamint a szegény fehérek osztály- és nemi identitásának felépítéséről az 1920-as évek eugenika diskurzusait tükrözi.
1952-ben a Pittsburgh Courier megbízta Hurstont, hogy fedezze fel Ruby McCollum, a helyi bolita zsaroló fekete feleségének a kisvárosi gyilkossági perét, aki megölt egy rasszista fehér orvost. Közreműködött a Ruby McCollum: Woman in the Suwannee Jail (1956) című könyvében, William Bradford Huie újságíró és polgárjogi szószóló könyvében.

### Posztumusz publikációk
Hurston kézirata, az Every Tongue Got to Confess (2001), az 1920-as években összegyűjtött népmesegyűjtemény, posztumusz jelent meg, miután felfedezték a Smithsonian archívumban.
2008-ban a The Library of America kiválasztott részleteket a Ruby McCollum: Woman in the Suwannee Jail (1956) című könyvből, amelyhez Hurston is hozzájárult, hogy bekerüljenek az amerikai igazi krimiírás két évszázados visszatekintésébe.
Hurston Barracoon című ismeretterjesztő könyve 2018-ban jelent meg. A barracoon egy olyan laktanya, ahol rabszolgákat zártak be, mielőtt külföldre vitték volna őket.

### Lelki nézetek
A Dust Tracks on a Road XV. fejezetében, melynek címe "Vallás", Hurston hitetlenségét és megvetését fejezte ki mind a teizmus, mind a vallási meggyőződés iránt. Kijelenti:
Az ima a gyengeség kiáltásának tűnik számomra, és egy kísérlet arra, hogy csalással elkerüljem a lefektetett játékszabályokat. Nem úgy döntök, hogy beismerem a gyengeségemet. Elfogadom a felelősség kihívását. Az élet, ahogy van, nem ijeszt meg, mivel békét kötöttem az univerzummal, ahogy találom, és meghajolok törvényei előtt.
Bár nyilvánvalóan ateista volt, aki határozottan elutasította prédikátor apja baptista hitét, antropológiai és irodalmi szempontból továbbra is érdeklődött a vallás iránt. Vizsgálja a vudut, egészen odáig megy, hogy részt vesz ilyen rituálékon, és eredeti, cenzúrázatlan önéletrajzi feljegyzéseiben ismét megosztja csodálatát az olyan bibliai szereplők iránt, mint Dávid király: „Isten szíve szerinti ember volt, és nagyon szolgálatkész volt abban, hogy segítsen Istennek megszabadulni a nem számító gazemberektől, akik feldúlták a helyet."

### Nyilvános homály
Hurston munkássága kulturális és politikai okok miatt évtizedekre a homályba csúszott. Az afro-amerikai dialektus használata, ahogyan Hurston regényeiben is szerepel, kevésbé népszerűvé vált. A fiatalabb írók úgy érezték, hogy megalázó az ilyen dialektus használata, tekintettel az amerikai irodalomban a dialektus fikció faji töltetű történetére. Emellett Hurston stílusbeli döntéseket hozott a párbeszédben, amelyet tudományos tanulmányai befolyásoltak. A folkloristaként gondolkodó Hurston igyekezett reprezentálni a korszak beszédmintáit, amelyeket etnográfiai kutatásokkal dokumentált.
Hurston kortársa közül többen bírálták a nyelvjárás használatát, mondván, hogy ez az afroamerikai kultúra karikatúrája, és a polgárháború utáni fehér rasszista hagyományban gyökerezik. Ezek a harlemi reneszánszhoz kötődő írók bírálták Hurston későbbi munkáit, mivel azok nem mozdították elő a mozgalmat. Richard Wright a Their Eyes Were Watching God című recenziójában ezt mondta:
Regényének érzéki söprése nem hordoz sem témát, sem üzenetet, sem gondolatot. Regénye lényegében nem a négereknek szól, hanem a fehér közönségnek, akinek soviniszta ízlését tudja, hogyan kell kielégíteni. Kihasználja a néger életnek azt a szakaszát, amely "furcsa", azt a szakaszt, amely szánalmas mosolyt ébreszt a "felsőbbrendű" faj ajkán.
De a 20. század vége óta megélénkült az érdeklődés Hurston iránt. A kritikusok azóta is dicsérik az idiomatikus beszéd ügyes használatát.
Az 1930-as és 1940-es években, amikor munkája megjelent, a kiemelkedő afro-amerikai szerző Richard Wright volt, egykori kommunista. Hurstonnal ellentétben Wright kifejezetten politikai kifejezésekkel írt. Kiábrándult a kommunizmusból, de munkája színhelyeként és motivációjaként az afroamerikaiak küzdelmét a tiszteletért és a gazdasági fejlődésért használta. Más korabeli népszerű afroamerikai szerzők, mint például Ralph Ellison, ugyanazokkal az aggályokkal foglalkoztak, mint Wright, bár a modernizmus által jobban befolyásolt módokon.
Hurston, aki időnként konzervatív hozzáállást tanúsított, a másik oldalon állt a baloldali politika afro-amerikaiak számára való ígéretéről szóló vitákban. 1951-ben például Hurston azzal érvelt, hogy a New Deal gazdasági támogatása káros függőséget teremtett az afroamerikaiak számára a kormánytól, és ez a függőség túl sok hatalmat engedett át a politikusoknak.
A növekvő nehézségek ellenére Hurston megőrizte függetlenségét és határozott optimizmusát. Egy 1957-es levelében ezt írta:
De... kreatív művészként fenomenális fejlődést értem el. ... Nem vagyok materialista... Ha véletlenül pénz nélkül halok meg, valaki eltemet, bár nem szeretném, ha így lenne.

### Posztumusz elismerés
- Zora Neale Hurston szülővárosa, a floridai Eatonville, évente ünnepli életét a Zora Neale Hurston Művészeti és Bölcsészeti Fesztiválon.[88] Itt található a Zora Neale Hurston Szépművészeti Múzeum, és a róla elnevezett könyvtár 2004 januárjában nyílt meg.
- A Fort Pierce-ben található Zora Neale Hurston házat(wd) nemzeti történelmi nevezetességnek(wd) nyilvánították. A város évente ünnepli Hurstont különféle eseményeken keresztül, mint például a Hatitudes, a születésnapi bulik és az április végi többnapos rendezvény, amely Zora! Fesztivál néven ismert.[22][89]
- Alice Walker szerző 1973-ban megpróbálta azonosítani Hurston jelöletlen sírját. Sírjelzőt helyezett el „A dél géniusza” felirattal.[90][91][92]
- Alice Walker a Ms. magazin 1975. márciusi számában publikálta az "In Search of Zora Neale Hurston" című művét, ezzel felélénkítve Hurston munkája iránti érdeklődést.[93][94]
- 1991-ben került először színre a Mule Bone: A Comedy of Negro Life,, Langston Hughes és Hurston 1930-as darabja; New Yorkban a Lincoln Center Színház állította színpadra.
- 1994-ben Hurston bekerült a National Women's Fame Hall of Fame-be(wd).[95]
- 2002-ben Molefi Kete Asante(wd) tudós felvette Zora Neale Hurstont a 100 legnagyobb afroamerikai listájára.[96]
- A Barnard College 2003-as Virginia C. Gildersleeve(wd) konferenciáját Hurstonnak szentelte. „Jumpin' at the Sun”: Reassessing the Life and Work of Zora Neale Hurston munkásságára és befolyására összpontosított.[97] Alice Walker Gildersleeve előadása részletesen ismertette Hurston örökségének felfedezésével és nyilvánosságra hozatalával kapcsolatos munkáját.[98]
- A Zora Neale Hurston-díjat 2008-ban alapították; azt az Amerikai Könyvtári Szövetség(wd) olyan tagjának ítélik oda, aki „vezető szerepről tett tanúbizonyságot az afroamerikai irodalom népszerűsítésében”.[99]
- Hurstont 2010-ben beiktatták a New York Writers Hall of Fame beavató osztályába.
- Whit Frazier Harlem Mosaics (2012) című regénye Langston Hughes és Hurston barátságát mutatja be, és elmeséli, hogyan szakadt meg barátságuk az 1930-as, Öszvércsont: A néger élet vígjátéka című darabban való együttműködésük során.[71]
- 2014. január 7-én Hurston születésnapjának 123. évfordulójáról egy Google Doodle-vel emlékeztek meg.[100][101]
- 2015. június 8-án egyike volt annak a tizenkét beiktatónak, akik az Alabama Writers Hall of Fame-be kerültek.[102]
- Dust Tracks on a Road (Pornyomok az úton) című önéletrajzi könyvéből egy részlet hangzott el az Ava DuVernay(wd) által rendezett August 28: A Day in the Life of a People című dokumentumfilmben, amely a Smithsonian Nemzeti Afroamerikai Történeti és Kulturális Múzeum(wd) megnyitóján mutatkozott be. 2016.[103][104][105]
- Hurstont az Indian River Charter High School diákjai által írt és előadott darabban tüntették ki 2017 októberében, 2018 januárjában és 2019 januárjában. A darab Hurston és Vero Beach-vállalkozó, építész és úttörő Waldo E. Sexton(wd) levelei alapján készült.[106][107]
- Ő a témája a Zora Neale Hurston: Claiming A Space című dokumentumfilmnek, amelyet először 2023. január 17-én mutattak be az American Experience-en(wd).[108]
- A Zora's Daughters egy podcast, melynek házigazdája Alyssa A. L. James és Brendane Tynes, akik "követik Hurston és más fekete női etnográfusok örökségét".[109]

## Politikai nézetek
Hurston republikánus volt, aki a régi jobboldal politikájához igazodott, és Booker T. Washington támogatója is volt. Bár egyszer kijelentette, hogy támogatja "az összes Jim Crow törvény teljes hatályon kívül helyezését", ellenszegült a polgárjogi aktivizmusnak, és általában nem érdekelte, hogy kapcsolatban álljon vele. 1951-ben bírálta a New Dealt, azzal érvelve, hogy az káros függőséget teremtett a kormánytól az afroamerikaiak körében, és azzal is érvelt, hogy ez a függőség túl sok hatalmat enged át a politikusoknak. Kritizálta a kommunizmust 1951-ben, a Why the Negro won't Buy Communism című esszéjében, és azzal is vádolta a kommunistákat, hogy saját személyes haszonszerzés céljából kizsákmányolják az afro-amerikaiakat. Richard Wright Uncle Tom's Children című novellagyűjteményéről szóló 1938-as recenziójában bírálta kommunista meggyőződését és az USA Kommunista Pártját, amiért támogatják "az állam felelősségét mindenért és az egyéni felelősséget semmiért, még önmaga táplálásáért sem". A kommunizmusról, a New Dealről, a polgári jogokról és más témákról alkotott nézetei ellentétben álltak a Harlem reneszánsz idején sok kollégájának nézeteivel, mint például Langston Hughes, aki a Szovjetunió híve volt és a harmincas években több versében is méltatta azt.
John McWhorter Hurstont konzervatívnak nevezte, és kijelentette, hogy ő "Amerika kedvenc fekete konzervatívja". David T. Beito és Linda Royster Beito amellett érvelt, hogy libertáriusként jellemezhető, Rose Wilder Lane-nel és Isabel Patersonnal, két libertárius írónővel, akik kortársai voltak, és az amerikai libertarizmus "alapító anyjaként" ismerték. Russell A. Berman, a Hoover Intézet munkatársa "heterodox és kitartóan libertárius gondolkodóként" jellemezte. A Reason című libertárius magazin dicsérte őt, és azt állította: "Hurston azt akarta, az életben és az irodalomban is, hogy mindenki, minden fajból, jóban vagy rosszban, elsősorban egyénként tekintsenek rá."
Válaszul azoknak a fekete íróknak, akik kritizálták Their Eyes Were Watching God című regényét, mert nem faji témákat dolgoz fel, kijelentette: „Nem a faji probléma érdekel, hanem az egyének problémái, a fehérek és a feketék." Kritizálta az általa „faji büszkeségnek és fajtudatnak” nevezettet, „utálatos dolognak” nevezve, majd kijelentette:
Tegyük fel, hogy egy néger valami igazán csodálatosat tesz, és nem az emberiség javára dicsekszem, hanem abban, hogy a tettes néger volt. Nem szabad-e szégyenkezve lehajtanom a fejem, ha a fajom egy tagja valami kivetnivalót tesz? A fehér faj nem ment be egy laboratóriumba, és nem találta fel az izzólámpát. Edison volt. Ha az a benyomásod, hogy minden fehér ember Edison, nézz körül egy kicsit. Ha úgy gondolja, hogy minden néger [George Washington] Carver, jobb, ha több időt szán a keresésre.
Bár személyes idézetei a vallással szembeni hitetlenséget mutatják, Hurston nem tagadta a lelki kérdéseket, amint az 1942-ben megjelent Dust Tracks on a Road című önéletrajzából is kiderül:
Úgy tűnik, hogy az ima a gyengeség kiáltása, és egy kísérlet arra, hogy csalással elkerüljék a játékszabályokat, ahogyan azt lefektették. Nem úgy döntök, hogy beismerem a gyengeségemet. Elfogadom a felelősség kihívását. Az élet, ahogy van, nem ijeszt meg, mivel békét kötöttem az univerzummal, ahogy találom, és meghajoltam törvényei előtt. Az örökké álmatlan tenger a medrében, és azt kiáltja, hogy "meddig?" időre; millió alakú és sohasem mozdulatlan láng; e két szempont szemlélése önmagában elegendő táplálékot biztosít számomra várható életem tíz szakaszára. Számomra úgy tűnik, hogy a szervezett hitvallások egy kívánság köré épülő szavak gyűjteményei. nem érzem szükségét az ilyesminek. Mindazonáltal, szóval vagy tettel nem kísérelném meg megfosztani a másikat attól a vigasztalástól, amit nyújt. Egyszerűen nem nekem való. Valaki más pillanthat az arkangyalokra. A hajnal ködös mélyéből a reggeli sárga vonal előbukkanása elég dicsőség számomra. Tudom, hogy semmi sem elpusztítható; a dolgok csupán formát váltanak. Amikor megszűnik a tudat, amit életnek ismerünk, tudom, hogy továbbra is a világ szerves része leszek. Részese voltam azelőtt, hogy a nap formába gurult és előtört volna a változás dicsőségében. Én voltam, amikor a földet kidobták tüzes pereméből. Vissza fogok térni a Földdel a Napatyához, és még mindig létezni fogok, amikor a nap elvesztette tüzét, és a végtelenbe bomlott, hogy talán a világűr örvénylő törmelékének részévé váljon. Miért kellene félni? Lényem lényege az anyag, állandóan változó, állandóan mozgó, de soha el nem veszett; hát mi szükség van felekezetekre és hitvallásokra, hogy megtagadjam magamtól minden embertársam kényelmét? Az univerzum széles övének nincs szüksége ujjgyűrűkre. Egy vagyok a végtelennel, és nincs szükségem más biztosítékra.
1952-ben Hurston támogatta Robert A. Taft szenátor elnökválasztási kampányát. Tafthoz hasonlóan Hurston is ellenezte Franklin D. Roosevelt New Deal politikáját. Megosztotta ellenzését Roosevelt és Truman intervenciós külpolitikája ellen is. Önéletrajzának eredeti vázlatában, a Dust Tracks on a Road-ban Hurston az Egyesült Államok kormányát a lopott áruk „kerítésével” és egy maffiaszerű védelmi ütőhöz hasonlította. Hurston ironikusnak tartotta, hogy "ugyanazok az emberek, akik azt állítják, hogy nemes dolog meghalni a szabadságért és a demokráciáért… habzik, ha valaki rámutat az erkölcsök következetlenségére… Mi is jó hashajtónak tartjuk a géppuskagolyókat a pogányok számára székrekedésükben mérgező elképzelések támadnak egy saját országukról." Csípős volt azokkal szemben, akik „szabadságokat” kerestek a külföldön élőknek, de megtagadták ezt a hazájukban élőktől: Roosevelt „tud sértegetni egy óceánon túl” négy szabadságáért, de nem volt „bátorsága még halkan beszélni otthon". Amikor Truman ledobta az atombombákat Japánra, „Ázsia hentesének” nevezte.
Hurston ellenezte a Legfelsőbb Bíróság ítéletét a Brown kontra Oktatási Tanács ügyben 1954-ben. Úgy érezte, ha a különálló iskolák valóban egyenrangúak lennének (és úgy vélte, hogy gyorsan azzá válnak), akkor a fekete diákoknak a fehér diákok fizikai közelségében történő oktatása nem eredményezne jobb oktatást. Emellett aggasztja a fekete iskolák és a fekete tanárok megszűnése, mivel így továbbadják a kulturális hagyományokat az afroamerikaiak jövő generációinak. Ennek az ellenkezésének hangot adott a "Court Order Can't Make the Races Mix" című levélben, amelyet az Orlando Sentinelben tettek közzé 1955 augusztusában. Hurston nem fordította vissza a szegregációval szembeni régóta fennálló ellenzését. Inkább attól tartott, hogy a Bíróság döntése precedenssé válhat egy teljhatalmú szövetségi kormány számára, amely a jövőben számos kérdésben aláássa az egyéni szabadságot. Hurston is ellenezte az afro-amerikaiaknak nyújtott kedvezményes elbánást, mondván:
Ha azt mondom, hogy egy egész rendszert kell felborítani ahhoz, hogy nyerjek, akkor azt mondom, hogy nem ülhetek bele a játékba, és biztonságosabb szabályokat kell alkotni, hogy esélyt adjunk. Ezt visszautasítom. Ha mások is bent vannak, oszd meg velem a kezemet, és hadd lássam, mit tudok kihozni belőle, bár tudom, hogy néhányan alulról üzletelnek, és más módon pokolian csalnak.

## Kritika

### Gondolatok az integrációról
Darwin Turner angol professzor és az afroamerikai irodalom specialistája 1971-ben hibáztatta Hurstont, amiért ellenezte az integrációt, és ellenezte a feketéknek a munkához való jogát garantáló programokat. Bár bírálták, Hurston úgy tűnt, hogy a büszkeségen és a függetlenség érzésén alapuló integrációt ellenzi. Nem hajolt meg mélyen a fehér ember előtt, és azt állította, hogy „megfelelő néger iskolák” már 1955-ben léteztek. Hurstont a „fekete nők szerepvállalásának úttörőjeként” írják le, számos egyéni teljesítménye és erős meggyőződése miatt, hogy a fekete nők „magukat alkothatják”. Munkáját azonban gyakran kifogásolják, hogy faji politikájának homályos volta írásaiban, különösen a fekete feminizmusról, „a fehér intellektuális bálványimádás első számú jelöltjévé teszi”.

### Kutatás és reprezentáció
Más szerzők kritizálták Hurstont a voodoo szenzációhajhász ábrázolása miatt. A The Crisis magazinban 1943-ban Harold Preece bírálta Hurstont a „néger primitivizmus” megörökítéséért, hogy előmozdítsa saját irodalmi karrierjét. A Journal of Negro History panaszkodott, hogy a vuduval kapcsolatos munkája az afroamerikai tudatlanság és babona vádja volt.
Jeffrey Anderson kijelenti, hogy Hurston kutatási módszerei megkérdőjelezhetőek voltak, és anyagot készített a vudu-ról szóló munkáihoz. Megfigyelte, hogy Ruth Benedictnek írt levelében elismerte, hogy párbeszédet talált ki Mules and Men című könyvéhez, és későbbi önéletrajzában leírta, hogy gyermekkorában kitalálta az Öszvérek és férfiak történetét a rivális voodoo orvosokról. Anderson úgy véli, hogy Hurston számos más állítása is kétséges a voodoo írásaiban.
Több szerző is azt állította, hogy Hurston legalább három művében jelentős plagizálást követett el, és életrajzírója, Robert Hemenway pedig azzal érvel, hogy a „Cudjo saját története az utolsó afrikai rabszolgáról” cikk hozzávetőleg 25%-ban eredeti volt, a többit Emma Langdon Roche Historic Sketches of the Old South (Történelmi vázlatok a régi délről) című művéből plagizálták. Hemenway nem állítja, hogy ez aláássa későbbi terepmunkáinak érvényességét: kijelenti, hogy Hurston "soha többé nem plagizált; jelentős folklórgyűjtő lett".

## Válogatott bibliográfia
- "Journey's End" (Negro World, 1922), költészet
- "Night" (Negro World, 1922), költészet
- "Passion" (Negro World, 1922), költészet
- Color Struck (Opportunity: A Journal of Negro Life, 1925), színdarab
- Muttsy (Opportunity: A Journal of Negro Life) 1926, novella
- "Sweat" (1926), novella
- "How It Feels to Be Colored Me" (1928), esszé
- "Hoodoo in America" (1931) in The Journal of American Folklore
- "The Gilded Six-Bits" (1933), novella
- Jonah's Gourd Vine (1934), regény
- Mules and Men (1935), non-fiction
- Their Eyes Were Watching God (1937), regény
- Tell My Horse (1938), non-fiction
- Moses, Man of the Mountain (1939), regény
- Dust Tracks on a Road (1942), önéletrajz
- Seraph on the Suwanee (1948), regény
- "What White Publishers Won't Print" (Negro Digest, 1950)
- I Love Myself When I Am Laughing… and Then Again When I Am Looking Mean and Impressive: A Zora Neale Hurston Reader (Alice Walker, ed.; 1979)
- The Sanctified Church (1981)
- Spunk: Selected Stories (1985)
- Mule Bone: A Comedy of Negro Life (play, with Langston Hughes; edited with introductions by George Houston Bass and Henry Louis Gates Jr.(wd); 1991)
- The Complete Stories (introduction by Henry Louis Gates Jr. and Sieglinde Lemke; 1995)
- Novels & Stories: Jonah's Gourd Vine, Their Eyes Were Watching God, Moses, Man of the Mountain, Seraph on the Suwanee, Selected Stories (Cheryl A. Wall, ed.; Library of America(wd), 1995) ISBN 978-0-940450-83-7
- Folklore, Memoirs, & Other Writings: Mules and Men, Tell My Horse, Dust Tracks on a Road, Selected Articles (Cheryl A. Wall, ed.; Library of America, 1995) ISBN 978-0-940450-84-4
- Every Tongue Got to Confess: Negro Folk-tales from the Gulf States (2001)
- Zora Neale Hurston: A Life in Letters, collected and edited by Carla Kaplan (2003)
- Collected Plays (2008)
- Barracoon: The Story of the Last "Black Cargo" (2018)
- Hitting a Straight Lick with a Crooked Stick: Stories from the Harlem Renaissance (2020)
- "You Don't Know Us Negroes" (2022)[132]

## Film, televízió és rádió
- 1935-ben és 1936-ban Zora Neale Hurston dokumentumfilmeket[133] forgatott Floridában és Haitin végzett terepmunka részeként. Ritka etnográfiai bizonyítékok találhatók a Hoodoo és Vodou vallásról az Egyesült Államokban és Haitin.
- 1989-ben a PBS bemutatta a Zora a nevem című drámát Hurston élete alapján!
- Az 1992–1995-ös PBS gyermektelevíziós sorozat, a Ghostwriter, amely az olvasási és írási készségekre helyezte a hangsúlyt, a New York állambeli Brooklyn Fort Greene(wd) negyedében található fiktív Zora Neale Hurston Middle School főszereplőit mutatta be.
- A 2004-es, részben a harlemi reneszánsz[11] idején játszódó Brother to Brother című filmben Hurston szerepelt (akit Aunjanue Ellis alakít).[134]
- A Their Eyes Were Watching God című regényt Oprah Winfrey Harpo Productions(wd) 2005-ös, azonos című filmjéhez adaptálta, Suzan-Lori Parks(wd) távjátékával. A filmben Halle Berry játszotta Janie Starks szerepét.[135]
- 2008. április 9-én a PBS az American Masters sorozat részeként egy 90 perces dokumentumfilmet sugárzott Zora Neale Hurston: Jump at the Sun[136] címmel, amelyet Kristy Andersen filmrendező[137] írt és készített.[138]
- 2009-ben Hurston szerepelt egy 90 perces dokumentumfilmben a WPA Writers' Projectről Soul of a People: Writing America's Story címmel,[139][140] amelyet a Smithsonian Channel mutatott be. Az 1930-as években Floridában végzett munkáját kiemeli a Soul of a People: The WPA Writers' Project Uncovers Depression America. című kísérőkönyv.[141][142]
- 2017-ben Jackie Kay(wd) bemutatott egy 30 perces BBC Radio 4(wd) dokumentumfilmet Hurstonról A Woman Half in Shadow címmel, először április 17-én adták le, majd podcastként is elérhetővé vált.[143][144]
- Rozonda Thomas alakítja Hurstont a 2017-es Marshall című filmben.[145]
- 2017 januárjában bemutatták a PBS-en a „Zora Neale Hurston: Claiming a Space” című dokumentumfilmet.[146][147]

### Idézetek
- 28th Zora Neale Hurston Festival of the Arts and Humanities.  ZORA! Festival.  The Association to Preserve the Eatonville Community, 2017. Web. 10 April 2017.
- Abcarian, Richard, and Marvin Klotz. "Zora Neale Hurston." In Literature: The Human Experience, 9th edition. New York: Bedford/St. Martin's, 2006, pp. 1562–63.
- Anderson, Christa S. "African American Women." PBS. Public Broadcasting Service, 2005.  Web. 9 April 2017.
- Baym, Nina (ed.), "Zora Neale Hurston." In The Norton Anthology of American Literature, 6th edition, Vol. D. New York, W. W. Norton & Co.(wd), 2003, pp. 1506–07.
- Beito, David T. "Zora Neale Hurston," American Enterprise 6 (September/October 1995), pp. 61–3.
- Beito, David T. and Beito, Linda Royster, "Isabel Paterson, Rose Wilder Lane, and Zora Neale Hurston on War, Race, the State, and Liberty". Independent Review 12 (Spring 2008).
- Boyd, Valerie (2003). Wrapped in Rainbows: The Life of Zora Neale Hurston. New York: Scribner. ISBN 0-684-84230-0.
- Ellis, C. Arthur. Zora Hurston And The Strange Case Of Ruby McCollum, 1st edition. Lutz, FL: Gadfly Publishing, 2009.
- Estate of Zora Neale Hurston. "Zora Neale Hurston." The Official Website of Zora Neale Hurston.  Zora Neale Hurston Trust, 2015.  Web. 11 April 2017.
- Flynn, Elisabeth, Caitlin Deasy, and Rachel Ruah. "The Upbringing and Education of Zora Neale Hurston." Project Mosaic: Hurston. Rollins College, 11 July 2011.  Web.  11 April 2017.
- Harrison, Beth. "Zora Neale Hurston and Mary Austin: A Case Study in Ethnography, Literary Modernism, and Contemporary Ethnic Fiction. MELUS. 21.2 (1996) 89–106. ISBN 978-0-9820940-0-6.
- Hemenway, Robert E.(wd) Zora Neale Hurston: A Literary Biography. Urbana: University of Illinois Press(wd), 1977. ISBN 0-252-00807-3.
- Hemenway, Robert E. "Zora Neale Hurston." In Paul Lauter and Richard Yarborough (eds.), The Heath Anthology of American Literature, 5th edition, Vol. D. New York: Houghton Mifflin Co.(wd), 2006, pp. 1577–78.
- Jones, Sharon L. A Critical Companion to Zora Neale Hurston: A Literary Reference to Her Life and Work (New York: Facts on File, 2009).
- Kaplan, Carla (ed.). Zora Neale Hurston:  A Life in Letters. New York: Random House, 2003.
- Kraut, Anthea, "Between Primitivism and Diaspora: The Dance Performances of Josephine Baker, Zora Neale Hurston, and Katherine Dunham(wd)", Theatre Journal 55 (2003), pp. 433–50.
- Menefee, Samuel Pyeatt, "Zora Neale Hurston (1891–1960)." In Hilda Ellis Davidson and Carmen Blacker (eds.), Women and Tradition: A Neglected Group of Folklorists, Durham, NC: Carolina Academic Press, 2000, pp. 157–72.
- Trefler, Annette.  "Possessing the Self: Caribbean Identities in Zora Neale Hurston's Tell My Horse." African American Review. 34.2 (2000): 299–312.
- Tucker, Cynthia. "Zora! Celebrated Storyteller Would Have Laughed at Controversy Over Her Origins. She Was Born In Notasulga, Alabama but Eatonville Fla., Claims Her As Its Own"; article documents Kristy Andersen's research into Hurston's birthplace; Atlanta Journal-Constitution(wd), January 22, 1995.
- Visweswaran, Kamala. Fictions of Feminist Ethnography. Minneapolis: University of Minnesota Press(wd), 1994. ISBN 0-8166-2336-8
- Walker, Alice. "In Search of Zora Neale Hurston", Ms.(wd) (March 1975), pp. 74–79, 84–89.

## További irodalom
- Boyd, Valerie. Wrapped in Rainbows: The Life of Zora Neale Hurston. Scribner (2003). ISBN 0684842300
- Green, Sharony (2023). The Chase and Ruins: Zora Neale Hurston in Honduras. Johns Hopkins University Press. ISBN 9781421446660.
- Hemenway, Robert. Zora Neale Hurston: A Literary Biography. Urbana: University of Illinois Press (1977). ISBN 0252006526
- Jones, Sharon Lynette. Critical Companion to Zora Neale Hurston: A Literary Reference to Her Life and Work. Infobase Publishing (2009). ISBN 978-0816068852
- Lucy Anne Hurston (her niece), Speak So You Can Speak Again.
- Marshall, Jennifer L. Freeman. AIN'T I AN ANTHROPOLOGIST: Zora Neale Hurston Beyond the Literary Icon. University of Illinois Press, 2023.
- Moylan VL. Zora Neale Hurston’s Final Decade. University Press of Florida; 2011. ISBN 0813035783
- Plant, Deborah G. Zora Neale Hurston: A Biography of the Spirit. Praeger Publishers, 2007. ISBN 9780275987510
- Norwood, Alisha. "Zora Hurston". National Women's History Museum. 2017
- Zora Neale Hurston's "The Conscience of the Court" in The Saturday Evening Post

## Fordítás
- Ez a szócikk részben vagy egészben  a   Zora Neale Hurston című angol Wikipédia-szócikk fordításán alapul.  Az eredeti cikk szerkesztőit annak laptörténete sorolja fel. Ez a jelzés csupán a megfogalmazás eredetét és a szerzői jogokat jelzi, nem szolgál a cikkben szereplő információk forrásmegjelöléseként.

### Könyvtárak és archívumok
- Authorities, with 67 catalog records (Kongresszusi Könyvtár)
- Project Mosaic: Zora Neale Hurston (Rollins College(wd))
- Olin Library Special Collection and Archive Zora Neale Hurston Collection (Rollins College)

### Nyílt hozzáférésű adattárak
- Works by Zora Neale Hurston Project Gutenberg
- Works by Zora Neale Hurston (Kanada)
- Works by Zora Neale Hurston LibriVox
- Works by Zora Neale Hurston Open Library(wd)